# Stenelmoides grouvellei
Stenelmoides grouvellei là một loài bọ cánh cứng trong họ Elmidae. Loài này được Pic miêu tả khoa học năm 1923.